# Château de Snellegem
Le château de Snellegem , également connu sous le nom de De Boeverie , est un château de l' ancienne commune de Snellegem, qui fait partie de la commune de Flandre occidentale de Jabbeke , situé au Kasteeldreef 5-7.

## Histoire
Le château a été construit en 1874-1875 sur ordre du baron Edmond le Bailly de Tilleghem . Il était situé à l'est du domaine historique de Vlaeminckpoort . Un parc de style paysager anglais a été aménagé autour du château.
Au XXe siècle, le château était habité par Bénédict Gillès de Pélichy , son épouse Adrienne le Bailly de Tilleghem (petite-fille d'Edmond le Bailly) et leurs neuf enfants. Les deux époux furent successivement bourgmestre de Snellegem et eurent pour successeur leur fils Baudouin Gillès de Pelichy (1915-1997).
Durant la Première Guerre mondiale, les occupants construisirent un aérodrome sur le domaine et le château fut occupé par des officiers allemands. 
Le château a également été endommagé lors des bombardements alliés sur l'aéroport. Après la guerre, le château redevint la résidence d'été de la famille. En 1927, un incendie se déclare dans la cuisine du cellier et une partie du château dut être restaurée. 
Pendant la Seconde Guerre mondiale, le château fut à nouveau occupé par les troupes allemandes.
En 1961 la famille vend le domaine. Le nouveau propriétaire devient Raoul Halewyck, ostréiculteur à Ostende et père d'une nombreuse famille. 
Après lui, le bâtiment resta un moment inhabité.
En 1975, le propriétaire devient l'antiquaire Paul De Grande qui en fit sa maison et également un espace d'exposition pour son commerce.
Le parc a été en grande partie subdivisé et transformé en quartier résidentiel.

## Bâtiment
Le château est construit dans un style éclectique. Le mobilier d'origine est toujours présent dans certaines parties de l'intérieur.
Le parc comprend, outre un étang serpentin, une remise avec des écuries et une orangerie.